# Charles Aubrey Eaton

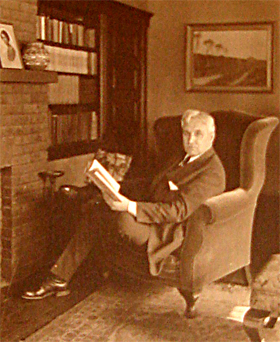
Charles Aubrey Eaton

Charles Aubrey Eaton (* 29. März 1868 in Pugwash, Kanada; † 23. Januar 1953 in Washington, D.C.) war ein kanadisch-amerikanischer Politiker. Zwischen 1925 und 1953 vertrat er den Bundesstaat New Jersey im US-Repräsentantenhaus.

## Werdegang
Charles Eaton war der Onkel des Kongressabgeordneten William R. Eaton (1877–1942) aus Colorado. Er besuchte die öffentlichen Schulen seiner kanadischen Heimat sowie die Acadia University, die er im Jahr 1890 absolvierte. Nach einem Studium an der Newton Theological Institution in Massachusetts begann er eine Laufbahn als Geistlicher. Zwischen 1892 und 1895 war er Pastor in Natick. Danach übte er diesen Beruf bis 1901 in Toronto und dann bis 1909 in Cleveland aus. Im Jahr 1909 zog Eaton nach Watchung in New Jersey. Bereits seit 1896 war er amerikanischer Staatsbürger. Zwischen 1909 und 1919 war er Pastor der Madison Avenue Church in New York City. Zwischen 1896 und 1920 war Eaton auch journalistisch tätig. Er gab in verschiedenen Städten Kanadas und der USA sozialpolitische und religiöse Zeitungen und Zeitschriften heraus. Während des Ersten Weltkrieges war er in den Jahren 1917 bis 1919 Leiter der Bundesbehörde National Service Section of the United States Shipping Board Emergency Fleet Corporation.
Politisch war Eaton Mitglied der Republikanischen Partei. Bei den Kongresswahlen des Jahres 1924 wurde er im vierten Wahlbezirk von New Jersey in das US-Repräsentantenhaus in Washington gewählt, wo er am 4. März 1925 die Nachfolge des Demokraten Charles Browne antrat. Nach 13 Wiederwahlen konnte er bis zum 3. Januar 1953 insgesamt 14 Legislaturperioden im Kongress absolvieren. Seit 1933 vertrat er als Nachfolger von Percy Hamilton Stewart den fünften Distrikt seines Staates. Im Kongress war Eaton von 1947 bis 1949 Vorsitzender des Auswärtigen Ausschusses. Gleichzeitig leitete er auch das Select Committee on Foreign Aid. Während seiner Zeit im Kongress wurden dort in den 1930er Jahren die New-Deal-Gesetze der Bundesregierung unter Präsident Franklin D. Roosevelt verabschiedet. Eaton und seine Partei waren dabei entschiedene Gegner dieser Gesetze. Seit 1941 war auch die Arbeit des Kongresses von den Ereignissen des Zweiten Weltkrieges und dessen Folgen geprägt.
Eaton erlebte auch noch als Abgeordneter den Beginn des Kalten Krieges. Außerdem wurden während seiner Zeit im Kongress der 20., der 21. und der 22. Verfassungszusatz ratifiziert. Eaton war 1945 als Mitglied der amerikanischen Delegation einer der Unterzeichner der Gründungsurkunde der UNO in San Francisco. Im Jahr 1948 unterstützte er den Marshallplan zum Wiederaufbau Europas. Im Jahr 1952 verzichtete Charles Eaton auf eine erneute Kongresskandidatur. Er starb am 23. Januar 1953, 20 Tage nach seinem Ausscheiden aus dem Repräsentantenhaus, in der Bundeshauptstadt Washington. Anschließend wurde er in Plainfield beigesetzt.